# Bedfordia (libel)
Bedfordia is een geslacht van libellen (Odonata) uit de familie van de waterjuffers (Coenagrionidae).

## Soorten
Bedfordia omvat 2 soorten:
- Bedfordia demorsa (Needham, 1933)
- Bedfordia halecarpenteri Mumford, 1942